# جواز سفر بوركينا فاسو
يصدر جواز سفر بوركينا فاسو لمواطني بوركينا فاسو بغرض السفر خارج بوركينا فاسو. يمكن لمواطني بوركينا فاسو السفر إلى الدول الأعضاء في المجموعة الاقتصادية لدول غرب إفريقيا.

## محتويات جواز السفر
- لقب العائلة.
- الاسم.
- الجنسية.
- تاريخ الولادة.
- الجنس.
- مكان الولادة.
- تاريخ الانتهاء.
- رقم جواز السفر.

## اللغات
صفحة البيانات والمعلومات مطبوعة باللغتين الانجليزية والفرنسية.